# William Douglas, 4. Baronet

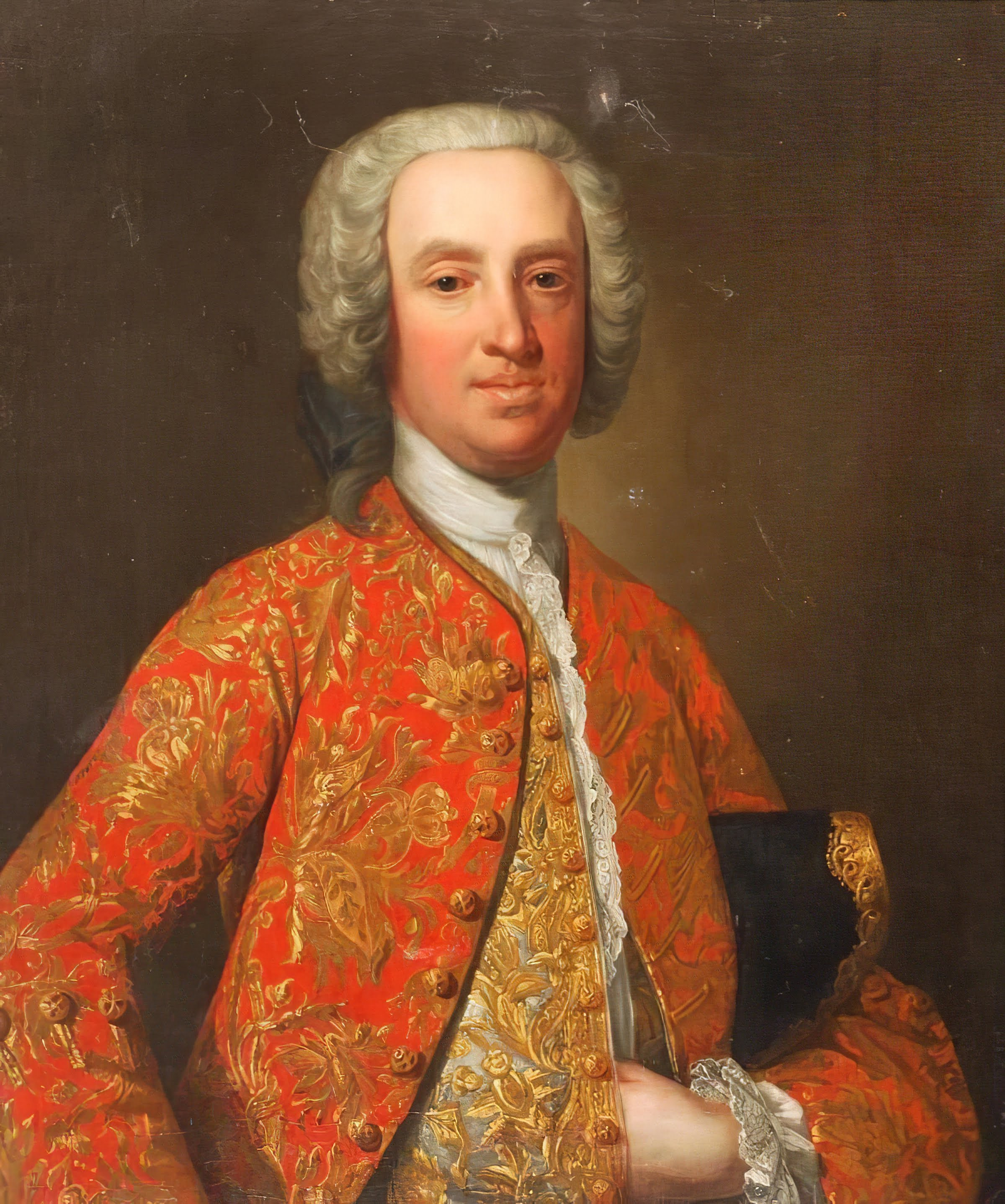
Sir William Douglas, 4. Baronet

Wappen des Sir William Douglas, 4. Baronet

Sir William Douglas, 4. Baronet (* um 1730; † 16. Mai 1783) war ein britischer Adliger und Politiker.

## Leben
Er entstammte einer Nebenlinie des schottischen Clan Douglas und war der älteste Sohn des Sir John Douglas, 3. Baronet, aus dessen Ehe mit Christian Cuninghame, Tochter des Sir William Cunningham, 2. Baronet. Zeitlebens genoss er die Protektion seines Verwandten Charles Douglas, 3. Duke of Queensberry († 1778).
Er besuchte von 1745 bis 1747 die Universität Glasgow. Anschließend diente er von 1747 bis 1758 als Lieutenant der Scots Brigade in niederländischen Diensten. Nach seiner Rückkehr nach Großbritannien diente er von 1759 bis 1764 im Rang eines Cornet des 2nd Regiment of Dragoons in der British Army.
Von 1768 bis 1780 war er als Abgeordneter für Dumfries Burghs Mitglied des britischen House of Commons.
1770 erbte er von seinem kinderlosen Onkel Charles Douglas dessen Anwesen Breconwhat Estate in Dumfriesshire. Beim Tod seines Vaters erbte er 1778 dessen Gut Kelhead in Dumfriesshire sowie dessen Adelstitel als 4. Baronet, of Kelhead in Scotland.
1772 heiratete er Grace Johnstone († 1836), Tochter des William Johnstone, Gutsherr von Lockerbie in Dumfriesshire. Mit ihr hatte er vier Töchter sowie fünf Söhne, darunter:
- Charles Douglas, 6. Marquess of Queensberry (1777–1837), ⚭ 1803 Lady Caroline Scott, Tochter des Henry Scott, 3. Duke of Buccleuch;
- John Douglas, 7. Marquess of Queensberry (1779–1856), ⚭ 1817 Sarah Douglas († 1864);
- Henry Alexander Douglas (1781–1837), ⚭ 1812 Elizabeth Dalzell (1790–1837);
- Lord William Robert Keith Douglas (1783–1859), Gutsherr von Grangemuir in Fife, ⚭ 1824 Elizabeth Irvine († 1864);
- Lady Mary Douglas († 1841), ⚭ 1817 Sir Thomas Sydney Beckwith (1772–1831), Major-General der British Army.

Als er 1783 starb, erbte sein ältester Sohn Charles seine Baronetwürde.